# Хімічев Борис Петрович
Хі́мічев Бори́с Петро́вич (12 січня 1933, Баламутівка, Україна — 14 вересня 2014, Москва, Російська Федерація) — радянський і російський актор театру і кіно. Народний артист Росії (1993).

## Біографія
Народився 12 січня 1933 року в селі Баламутівка Ярмолинецького району Хмельницької області.
По закінченні школи вступив на математичний факультет Київського державного університету, проте так його і не закінчив. У 1960 році переїхав до Москви. У 1964 році закінчив школу-студію МХАТу. У 1964–1982 роках — актор театру імені Маяковського. З 1982 року — актор театру імені Моссовєта.

## Нагороди і почесні звання
- Народний артист Росії (22.05.1993)[1].
- Орден Пошани (20.05.2004)[2].

## Особисте життя
Перший шлюб актора був з вчителькою математики, проте він тривав лише кілька місяців.
У 1973 році одружився з акторкою театру імені Маяковського Тетяною Дороніною. Шлюб тривав 9 років і закінчився розлученням у 1982 році.
Перебував у шлюбі з Галиною Василівною Сизовою.

## Фільмографія
- 1967 — Операція «Трест» :: Артамонов
- 1968 — Снігуронька :: Мізгирь
- 1968 — Шосте липня :: телеграфіст (немає у титрах)
- 1971 — Червоні маки Іссик-Куля :: Кіндрат Кокорєв
- 1971 — Слухайте, на тому боці | Дайсны цэргvvдээ сонсоцгоо (СРСР, Монголія) :: епізод
- 1972 — Вид на проживання :: охоронець грального клубу (немає у титрах)
- 1972 — Візит ввічливості :: Веселовський
- 1973 — Мовчання доктора Івенса :: співробітник спецслужб
- 1974 — Совість :: Ігнатов, полковник КДБ
- 1975 — На ясний вогонь :: Кас'янов Микола Іванович
- 1976 — Ати-бати, йшли солдати :: Сайко Юрій, професор, син Івана Сайка
- 1977 — Якщо ти підеш...
- 1978 — Молодість з нами :: Уральський, чоловік Шувалової
- 1979 — Антарктична повість :: Груздєв
- 1979 — Сищик :: Коля Пальоний, бандит
- 1980 — Ідеальний чоловік :: Джабез Керіб, помічник місіс Чивлі
- 1981 — Небезпечний вік :: Максим Петрович Македонський
- 1981 — Правда лейтенанта Климова :: контр-адмірал, командувач
- 1981 — Проти течії :: Селезньов
- 1981 — Фронт в тилу ворога | Frontale v týlu nepřítele
- 1981 — Чорний трикутник :: архімандрит Дмитро
- 1982 — Балада про доблесного лицаря Айвенго :: Бріан де Буагільбер, лицар ордена Храму
- 1982 — Повернення резидента :: Роберт Стівенсон
- 1983 — Без особливого ризику :: полковник Сафонов
- 1983 — Батьки і діти :: Павло Петрович Кірсанов
- 1983 — Пароль — «Готель Регіна» :: Вадим Іванович Туманов
- 1984 — Подвійний обгін :: Юрій Маджиєв, капітан міліції, інспектор ДАІ
- 1984 — Хто сильніший за нього :: Кирило Петрович
- 1984 — Перша Кінна :: Бахтуров
- 1984 — Сім стихій :: Ольховський, вчений
- 1984 — ТАРС уповноважений заявити… :: Майкл Велш, заступник директора ЦРУ
- 1984–1986 — Михайло Ломоносов :: Кнопс
- 1985 — Той, що не має чину :: Карпов Борис Петрович, підполковник
- 1985 — Площа Повстання
- 1985 — Сузір'я кохання :: Гулям-мірза
- 1985 — Чорна стріла :: Джон «Мщуся за всіх», Еліс Декуорт, лісовий брат
- 1986 — Борис Годунов | Boris Godunov (СРСР, Чехословаччина, НДР, Польща) :: Мосальський
- 1986 — Викуп :: Джордж Стентон, сенатор
- 1986 — Золотий ланцюг :: Дюрок
- 1986 — Кінець операції «Резидент» :: Роберт Стівенсон
- 1986 — Перехоплення :: Максвелл, співробітник ЦРУ
- 1987 — Гардемарини, вперед! :: Черкаський
- 1987 — Живий труп
- 1987 — Перед великою дорогою на війну
- 1988 — Пригоди Квентіна Дорварда, стрілка королівської гвардії :: граф Кревкер
- 1988 — Фізики :: Йосип Ейслер
- 1989 — Друге «Я» (короткометражний)
- 1990 — Битва трьох королів | Battle of the Three Kin, The | Batalla de los Tres Reyes, La (СРСР, Марокко, Іспанія, Італія) :: Захарій Флюге
- 1990 — Динозаври ХХ століття :: Ахмат, господар шашличної
- 1990 — Мишоловка :: майор Меткаф
- 1990 — Лицарський замок :: Зігфрід фон Мей, господар замку
- 1990 — Футболіст :: Теодор Георгійович, «Тед»
- 1991 — Ау! Пограбування поїзда :: Ступак
- 1991 — Губернатор :: губернатор
- 1991 — Яр
- 1993 — Великий мурашиний шлях
- 1993 — Дафніс і Хлоя :: Діонісофан
- 1993 — Бажання любові :: Сергій Григорович Кашперов
- 1993 — Золотий туман
- 1994 — Кодекс мовчання-2 (Росія, Узбекистан) :: Довиденко, прокурор області
- 1997 — Сезон полювання :: Карпєєв
- 1998 — Князь Юрій Долгорукий :: князь Юрій Долгорукий
- 1998 — Відображення :: Павло Євгенович
- 1999 — Будьмо знайомі! :: Ілля Петрович
- 2000 — Мій дух до Юрзуфа прилетів…
- 2001 — Далекобійники :: гуру
- 2001 — Золото Югри
- 2001 — Медики :: професор
- 2001 — Паризький антиквар
- 2001 — Сищики-1 :: Кандауров
- 2002 — Дві долі :: Шитов, коханець Наді
- 2002 — Дронго :: «Рябий»
- 2003 — Баязет :: Адам Платонович Пацевич, полковник
- 2003 — За тридев'ять земель :: Афанас'єв
- 2003 — Сищик без ліцензії :: Рюмін
- 2004 — Близнюки :: Іван Григорович Грижин, заступник міністра, генерал-майор; батько Соні Кадкової
- 2004 — Джек-пот для Попелюшки :: Боб
- 2004 — Легенда про Кащея, або В пошуках тридесятого царства :: Святовит
- 2004 — Надія йде останньою :: Колосов
- 2004 — Паризьке кохання Костя Гуманкова :: Діаматич
- 2004 — Проти течії :: епізод (немає в титрах)
- 2005 — Велике зло та дрібні капості. Детектив від Тетяни Устинової. :: Степан Лазаренко, художник; батько Діми Лазаренка
- 2005 — Полювання на асфальті :: полковник Бурикін
- 2005 — Форс-мажор :: газівник
- 2006 — Хто приходить у зимовий вечір... :: Дід Мороз
- 2006 — Останній бронепоїзд (Росія, Білорусь) :: залізничник
- 2007 — Справа честі :: Троянов
- 2007 — Капкан :: Андрій Юрійович, батько Каті
- 2007 — Одна любов душі моєї :: Микола Раєвський (старший)
- 2007 — Смерш :: Віктор Семенович Рибаков, комендант
- 2008 — Катарсис (Україна)
- 2008 — На даху світу :: директор театру
- 2008 — Нові часи, або Біржа нерухомості :: начальник Вадима
- 2010 — Глухар у кіно :: Петро Зінкевич, олігарх
- 2010 — Мент у законі-3 :: Сергєєв, професор
- 2010 — Прощай, корида! (Україна)
- 2011 — Збережені долею :: Ілля Сергійович Баришев
- 2012 — Совет да любовь :: Нариманський